# Amaro Neto
Amaro Rocha Nascimento Neto (Vitória, 4 de dezembro de 1976) é um jornalista, locutor esportivo, redator, apresentador de televisão, radialista e político brasileiro. Trabalhou em empresas de comunicação no Espírito Santo e fora do Estado.

## Vida política
Em 2014, foi o deputado estadual eleito com maior número de votos do Estado, com 55.408 votos.
Amaro disputou o segundo turno das eleições municipais de Vitória de 2016, pelo Solidariedade (SDD), contra Luciano Rezende, do PPS, atual prefeito da cidade. Amaro obteve 48,81% (91.034) dos votos, contra 51,19% do seu adversário, no segundo turno.
Em 2018, foi eleito o deputado federal mais votado da história do Espírito Santo, com 181.813 votos.
Em 2022, foi reeleito deputado federal pelo Espírito Santo, com 52.375 votos.

## Jornalismo
Desde 2009, Amaro apresenta o programa Balanço Geral, na TV Vitória, afiliada da RecordTV no Espírito Santo. Em 2012, ele fez uma passagem pela Band Minas, em Belo Horizonte, onde apresentava o Brasil Urgente local. Mas em 2014, ele retorna ao Espírito Santo, para se candidatar ao cargo de deputado estadual, onde foi o mais votado do Estado.

### Programas
- Sucesso dos Bairros - Rádio Tropical
- Bom Dia Alegria - Transamérica Hits (Alfredo Chaves)
- Ronda Policial - Rádio Espírito Santo
- Balanço Geral - TV Vitória
- Brasil Urgente - Band Minas